# دربند (أرومية)
دربند هي قرية في مقاطعة أرومية، إيران. عدد سكان هذه القرية هو 465 في سنة 2006.